# Södra Bäck
Södra Bäck är en bebyggelse i Stenkyrka socken i  Tjörns kommun i Bohuslän.  Området avgränsades före 2015 till en småort och räknas från 2015 som en del av tätorten Djupvik och Fagerfjäll.